# Neue Geschichten vom Franz
Neue Geschichten vom Franz ist ein österreichisch-deutscher Spielfilm von Johannes Schmid aus dem Jahr 2023 mit Jossi Jantschitsch in der Titelrolle als Franz Fröstl und Ursula Strauss und Simon Schwarz als dessen Eltern. Das Drehbuch von Sarah Wassermair basiert auf der Buchreihe Geschichten vom Franz von Christine Nöstlinger. Es handelt sich um die Fortsetzung von Geschichten vom Franz (2022).

## Handlung
Der zehnjährige Franz Fröstl aus Wien möchte seine beste Freundin Gabi und seinen besten Freund Eberhard, die sich ständig streiten, wieder miteinander versöhnen.
Gabi will Detektivin werden und einen Einbrecher schnappen, der Wien in Atem hält. Franz findet, dass sich seine Nachbarin Berger sehr verdächtig verhält.
Gabi, Franz und Eberhard beginnen daher, zu observieren und Beweise zu sammeln.

## Produktion und Hintergrund
Die Dreharbeiten fanden  im September und Oktober 2022 in Wien und Niederösterreich statt. Unterstützt wurde die Produktion vom FilmFernsehFonds Bayern, vom Österreichischen Filminstitut, vom Filmfonds Wien, von FISA Filmstandort Austria sowie dem Land Niederösterreich und Creative Europe MEDIA, beteiligt war der Österreichische Rundfunk.
Produziert wurde der Film von der österreichischen Nikolaus Geyrhalter Filmproduktion und der deutschen if... Productions (Produzenten Michael Kitzberger, Katharina Posch, Wolfgang Widerhofer, Nikolaus Geyrhalter, Markus Glaser Markus Glaser, Ingo Fliess). Den Vertrieb übernahm in Deutschland Wild Bunch Germany.
Die Kamera führte Matthias Grunsky, die Musik schrieb Toni Dobrzanski, die Montage verantwortete Karin Hammer und das Casting Martina Poel. Den Ton gestaltete Klaus Kellermann, das Kostümbild Leonie Zykan, das Szenenbild Renate Schmaderer und die Maske Verena Pellegrini-Eichtinger und Regina Breitfellner.

## Veröffentlichung
Premiere war am 25. Juni 2023 beim Kinderfilmfest des Filmfests München.
Der österreichische und deutsche Kinostart erfolgte am 7. September 2023.

## Rezeption

### Kritiken
Oliver Armknecht vergab auf film-rezensionen.de sieben von zehn Punkten. Der Film sei wie schon der erste Teil ein gelungener und charmanter Kinderfilm. Der versöhnliche Ton würde dabei mit einem kleinen Kriminalfall verbunden, der zwar nicht übermäßig komplex sei, die Zielgruppe aber etwas rätseln lasse.
Julia Schafferhofer bezeichneten den Film in der Kleinen Zeitung als liebenswerte Fortsetzung nach einem gewitzten Drehbuch, die mit Lausern, zuhörenden Eltern, Wiener Lokalkolorit zwischen Gänsehäufl und U-Bahn sowie modernen Rollenbildern punkte.
Susanne Gottlieb schrieb auf DerStandard.at, dass die Produktion wohltuend von anderen Kinderfilmen abhebe und sich der Verlockung entziehe, seine Konflikte auf allzu simple Lösungen zu reduzieren. Erneut sei dem Team ein amüsanter wie tiefgründiger Blick auf Fragen von Freundschaft, Loyalität und Selbstverwirklichung gelungen.
Die Deutsche Film- und Medienbewertung (FBW) zeichnete den Film mit dem Prädikat „besonders wertvoll“ aus.

### Kinobesucher
Mit insgesamt 64.774 Kinobesuchern lag der Film auf Platz 4 der österreichischen Produktionen des Kinojahres 2023.